# Lizzy Mercier Descloux
Pour les articles homonymes, voir Mercier et Descloux.
 (décembre 2020).
Lizzy Mercier Descloux, née Martine Élisabeth Mercier le 16 décembre 1956 à Paris et morte le 20 avril 2004 à Saint-Florent en Haute-Corse, est une musicienne et chanteuse française, une égérie de la new wave française et pionnière de la world music.

## Dans l'avant-garde rock
Sa mère la confie tôt à sa tante, ouvrière chez Renault qui l'élève de son mieux. Lizzy Mercier grandit à Lyon avant de rejoindre Paris pour entrer aux Beaux-Arts. Elle est domiciliée au numéro 11 de la rue des Halles. C'est là qu'elle rencontre son futur compagnon Michel Esteban, fondateur de Harry Cover, temple du merchandising du mouvement punk en France à partir de 1973, au numéro 12 de la même voie. Elle ajoute à son nom celui de son père, Descloux.
Le couple débarque à New York en 1975 et fréquente le milieu artistique punk, new wave et no wave. Elle rédige des articles pour le magazine français Rock News fondé la même année par Michel Esteban, contribuant à faire connaître en France toute cette nouvelle vague qui éclot (Blondie, Talking Heads, Television et Patti Smith). Ce faisant, elle intègre le milieu underground new-yorkais.
Ils s'installent à SoHo, fréquentent le CBGB, les clubs et les galeries, deviennent amis avec Patti Smith (avec laquelle ils partagent leur appartement) et Richard Hell (Television, The Voidoids). Tous deux contribuent au premier livre de Lizzy Mercier Descloux, Desiderata (poèmes, dessins, photographies). Sur l'album Blank Generation, Richard Hell écrit Another World pour « Lizzy Mercier (sic), french poetess », une chanson dont les textes combinent « infantile eroticism with images of identity exchange » (John Piccarella, notes de pochette, p. 11). Elle rencontre Jean-Michel Basquiat.
Elle signe la photo de Patti Smith sur la première page du livret intérieur de l'album Radio Ethiopia sorti en 1976, sous le nom Lizzy Mercier.
Autodidacte, elle s'achète une Fender Jazzmaster et joue dans les clubs du Lower East Side. En 1978, Lizzy Mercier Descloux, accompagnée du guitariste DJ Banes (Didier Esteban, du groupe Man Ray et frère de Michel Esteban), enregistre l'album six titres Rosa Yemen pour le label ZE Records, créé par Michel Esteban et Michael Zilkha. L’année suivante, ZE Records édite son premier album solo, Press Color. Malgré son excellence, l’album ne rencontre pas de succès commercial aux États-Unis où il est très mal distribué, pour ne pas dire introuvable. Cette situation s'est poursuivie tout au long de sa carrière.

## Pionnière du worldbeat
Influencée par le label Ocora Radio France, Lizzy Mercier Descloux s'intéresse alors à de nouveaux continents et de nouvelles sonorités, à l'heure où ni le mot worldbeat ni celui de world music n'existent.
En 1981, elle enregistre son deuxième album, Mambo Nassau, aux Bahamas. Chris Blackwell, patron d’Island Records, la connecte avec l’ingénieur du son Steven Stanley, un des Compass Point All Stars, et le clavier Wally Badarou, coauteur et coproducteur.
L’album est un savant mélange de musique africaine, de rock, de funk et de soul. Il fait impression en Europe et en Asie et permet à Lizzy Mercier Descloux de signer chez CBS France.
En 1983, elle accomplit un long périple en Afrique. Partie d'Éthiopie sur les traces d'Arthur Rimbaud, elle finit en Afrique du Sud, alors encore sous le régime de l'apartheid. Elle s’inspire de la musique de Soweto, en particulier de Kazet de Mahlathini et des Mahotella Queens, pour son hit français Mais où sont passées les gazelles ? L’album du même nom, élu Bus d'Acier 1984, est produit par Adam Kidron.
Elle enregistre avec ce dernier One for the Soul au Brésil en 1986. Elle est accompagnée à la trompette par Chet Baker sur cinq morceaux.
Suspense suit en 1988, enregistré à Londres avec Mark Cunningham du groupe Mars, connu lors de sa période new-yorkaise.
En 1995, un projet d'album de Bill Laswell regroupant les gloires de l'avant-garde rock — notamment Iggy Pop, John Cale, Patti Smith et Lizzy — mettra du temps à paraître. Issue des sessions de cet album, la chanson Morning High, adaptation du poème Matinée d'ivresse d'Arthur Rimbaud et enregistrée en duo avec Patti Smith, figurera en titre bonus dans la réédition conjointe des albums Rosa Yemen et Press Color en 2003.
Elle compose des musiques de film, joue et écrit de la poésie. Elle s’installe en Corse et se consacre à la peinture et à l’écriture.
Elle succombe à un cancer en 2004. Conformément à son vœu, ses cendres sont dispersées dans la baie de Saint-Florent, en Corse.
Entre 2015 et 2016, ses albums sont réédités en versions remasterisées et augmentées.

## Discographie

### EP, maxi-singles
- Fire - ZE Records, 1979
- Mission impossible - ZE Records/EMI, 1979
- Mister Soweto/Don't you try to stop me - CBS/Columbia, 1982
- Maita - ZE records/CBS, 1983
- Mais où sont passées les gazelles ? - CBS, 1984
- Wakwazulu Kwezizulu Rock - CBS, 1984
- Zulu Rock - CBS, 1984
- Fog Horn Blues - Polydor, 1986
- Calypso Moguls - Polydor, 1986
- Salomé - Polydor, 1988
- Gueule d'amour - Polydor, 1988